# Metolkine
Metolkine (în ucraineană Метьолкіне) este o așezare de tip urban din orașul regional Sieverodonețk, regiunea Luhansk, Ucraina. În afara localității principale, nu cuprinde și alte sate.

## Demografie
Componența lingvistică a așezării de tip urban Metolkine
     Rusă (79,47%)
     Ucraineană (19,4%)
Conform recensământului din 2001, majoritatea populației așezării de tip urban Metolkine era vorbitoare de rusă (79,47%), existând în minoritate și vorbitori de ucraineană (19,4%).